# Micrelenchus
Micrelenchus is een geslacht van weekdieren uit de klasse van de Gastropoda (slakken).

## Soorten
- Micrelenchus burchorum (Marshall, 1998)
- Micrelenchus huttonii (E. A. Smith, 1876)
- Micrelenchus purpureus (Gmelin, 1791)
- Micrelenchus sanguineus (Gray, 1843)
- Micrelenchus tenebrosus (A. Adams, 1853)
- Micrelenchus tesselatus (A. Adams, 1853)